# Baranavitsjy
Baranovitsji (Russisch: Барановичи; Wit-Russisch: Баранавічы,  Baranavitsjy, Pools: Baranowicze) is een stad in het zuidwesten van Wit-Rusland, in de oblast Brest, aan de spoorweg die Brest en Minsk met elkaar verbindt. De stad zelf heeft 168.553 inwoners (2004). In 2018 telde de stad 179.000 inwoners, daarbij 7700 die tot 2013 in toen nog zelfstandige aangrenzende dorpen woonden.

## Geschiedenis
Baranavitsj ontstond in de jaren 1870 als belangrijk spoorwegknooppunt in het westen van het keizerrijk Rusland. Aan het begin van de Eerste Wereldoorlog bevond het hoofdkwartier van de Generale Staf van het Russische leger zich in de stad. In het eerste oorlogsjaar werden alle acties van het leger van hieruit aangestuurd. Na de Grote Russische terugtrekking in de nazomer van 1915 lag de stad aan het front. In de zomer van 1916 werd de stad en verdere omgeving toneel van het door de Russen uitgevoerde maar verloren offensief van Baranavitsj, dat binnen enkele weken 100.000 soldaten het leven kostte. Tussen de beide wereldoorlogen hoorde de stad bij Polen en werd in meerderheid door Polen en Joden bewoond.
Tijdens de Pools-Russische Oorlog (1919-1921) werd de stad in maart 1919 door Polen bezet. De Sovjets veroverden het op 17 juli 1920 waarna de Polen op 30 september 1920 de stad weer innamen. In 1921 telde Baranavitsj meer dan 11.000 inwoners, waarvan 67% Joden. In 1939 waren er bijna 30.000 inwoners.
Na de Poolse Veldtocht door de Duitsers, begin september 1939, werd de stad op 17 september 1939 ingenomen door de Sovjet-Unie, krachtens de afspraken in het Molotov-Ribbentroppact. Na de Duitse Operatie Barbarossa werd de stad op 25 juli 1941 ingenomen door de Wehrmacht.

### Duitse bezetting
Bij het begin van de Duitse bezetting woonden er in Baranavitsj ongeveer 12.000 Joden, waaronder 3000 die van elders waren gevlucht. In tegenstelling tot omliggende gemeenten konden de meeste Joden het jaar 1941 overleven. In de stad waren namelijk veel arbeidskrachten nodig. Ze werden wel direct na de bezetting in een eigen wijk gevestigd, die in december 1941 met prikkeldraad werd omgeven. Er waren daar 60 huizen beschikbaar voor ruim 12.000 mensen. De verzorging met levensmiddelen was niet toereikend en door de slechte hygiënische toestand brak een tyfusepidemie uit. Deze werd geheim gehouden en met succes bestreden. De angst voor verspreiding van ziekten was wel een impuls voor algemeen commissaris Wilhelm Kube om in het voorjaar van 1942 over te gaan tot deportaties en massamoorden. De grootste acties werden gehouden tussen 22 september en 1 oktober 1942, waarbij 3000-7000 mensen werden gedood. Enkele duizenden vakmensen werden nog in leven gelaten. In december 1942 werd het getto opgeheven en de laatste 3000 Joden werden doodgeschoten of in gaswagens omgebracht. Het totaal aantal Joodse slachtoffers in de stad lag tussen 8500 en 14.000.
Hugo Armann, hauptfeldwebel van de eenheid voor verloftransporten, redde in september 1942 enkele Joden door ze in zijn huis te verstoppen en daarna aan Poolse partizanen over te dragen, waarna ze konden onderduiken. Naar schatting heeft hij er direct of indirect 35 tot 40 gered. Hiervoor is hij in 1985 door Yad Vashem onderscheiden. Naar schatting hebben slechts 250 Joden uit Baranavitsj de oorlog overleefd.
De stad werd op 6 juli 1944 (sommige bronnen noemen 8 juli) door het Rode Leger bevrijd.

### Na de oorlog
De stad lag na de oorlog in de Wit-Russische SSR, werd eerst hoofdstad van de oblast Baranavitsj, en na een nieuwe indeling van de oblast Brest. De Polen die er nog woonden werden uitgezet naar Polen. Na de oorlog vond een grootschalige industrialisatie plaats. In 1991 werd Wit-Rusland onafhankelijk.

## Cultuur en bezienswaardigheden
In de Russisch-Orthodoxe kerk (Pokrovski kathedraal) bevindt zich een mozaïek van de Petersburgse meester V. Frolov. Dit mozaïek was oorspronkelijk voor de orthodoxe Nevski-kerk in Warschau bestemd. Deze werd echter in 1920 op besluit van de Poolse regering afgebroken; een deel van het mozaïek kon worden gered en naar Baranavitsj overgebracht. De Rooms-Katholieke kerk van het Heilig Kruis is geheel van hout. In de 19e eeuw was de hele stad van hout gebouwd, ook met houten trottoirs wat in veel steden niet het geval was. Het is de enige stad in Wit-Rusland met twee volwaardige treinstations, waarrond de stad in de 19e eeuw ontstond en aan elkaar groeide.
In december 2009 is een schaatsbaan geopend. De stad heeft een spoorwegmuseum en een streekmuseum. Er zijn een aantal gebouwen en huizen die uit het eind van de 19e en begin 20e eeuw dateren en eigendom waren van de Joodse gemeenschap.

## Economie
De stad beschikt over lichte industrie, machinebouw en levensmiddelenindustrie. Er is een aansluiting op de autosnelweg M-1 van Brest naar Minsk. Er is een treinstation aan de lijn van Warschau via Minsk naar Moskou; een tweede station aan de noord-zuidlijn van Vilnius naar Kiev. De stad heeft sinds 2004 een universiteit, voortgekomen uit enkele hogescholen. Deze heeft een partnerschap met andere universiteiten uit het GOS-gebied, de voertaal is Russisch. Aan de zuidkant van de stad ligt een militair vliegveld.

## Klimaat
Er is sprake van een gematigd landklimaat. De gemiddelde minimum- resp. maximumtemperatuur bedraagt -6,5°C en -1,7° in januari; 13,1° en 23,9° in juli.
De gemiddelde neerslag is 627 mm per jaar. Januari t/m april zijn vrij droog met rond de 35 mm per maand, juli is het natst met 94 mm.

## Geboren
- Mieczysław Mąkosza (1934), scheikundige
- Goenesj Abbasova (1979), zangeres